# Flaga Mjanmy
Flaga Mjanmy – przyjęta 21 października 2010 na miejsce obowiązującej od 1974 czerwono-niebieskiej flagi, jest złożona z trzech poziomych pasów w kolorach żółtym, zielonym oraz czerwonym. W sam środek wpisana jest biała pięcioramienna gwiazda symbolizujących podział administracyjny państwa.
Na starej fladze w kantonie na niebieskim tle znajdowało się 14 pięcioramiennych gwiazd symbolizujących podział administracyjny państwa. Koło zębate i ryż to symbole przemysłu i rolnictwa oraz robotników i chłopów. Kolor biały odwoływał się do czystości, niebieski – do pokoju.

## Historyczne flagi Mjanmy

Flaga Królestwa Birmy
Flaga kolonii brytyjskiej Birmy z lat 1824-1943 oraz 1945-1948
Flaga marionetkowego Państwa Birma z lat 1943-1945
Flaga z lat 1948-1974
Flaga z lat 1974-2010
Aktualna Flaga